# Liste der Biografien/Stae
Liste der Biografien |
Portal Biografien |
Personensuche
# |
A |
B |
C |
D |
E |
F |
G |
H |
I |
J |
K |
L |
M |
N |
O |
P |
Q |
R |
S |
T |
U |
V |
W |
X |
Y |
Z |
?
 
Sa |
Sb |
Sc |
Sd |
Se |
Sf |
Sg |
Sh |
Si |
Sj |
Sk |
Sl |
Sm |
Sn |
So |
Sp |
Sq |
Sr |
Ss |
St |
Su |
Sv |
Sw |
Sy |
Sz
 
Sta |
Ste |
Sth |
Sti |
Stj |
Stl |
Sto |
Str |
Sts |
Stt |
Stu |
Stv |
Stw |
Sty
 
Staa |
Stab |
Stac |
Stad |
Stae |
Staf |
Stag |
Stah |
Stai |
Staj |
Stak |
Stal |
Stam |
Stan |
Stap |
Star |
Stas |
Stat |
Stau |
Stav |
Staw |
Stax |
Stay |
Staz
Die Liste der Biografien führt alle Personen auf, die in der deutschsprachigen Wikipedia einen Artikel haben. Dieses ist eine Teilliste mit 90 Einträgen von Personen, deren Namen mit den Buchstaben „Stae“ beginnt.

## Stae

### Staeb
- Staeb, Placidus (1887–1965), deutsch-brasilianischer Benediktiner Abt von Bahia und Erzabt
- Staebe, Gustav (1906–1983), deutscher politischer Funktionär, Journalist und Jugendverbandsführer
- Staeble, Franz (1876–1950), deutscher Physiker (Optiker) und Unternehmer in der fotografischen Industrie
- Staebler, Edna (1906–2006), kanadische Schriftstellerin
- Staebler, Neil (1905–2000), US-amerikanischer Politiker

### Staec
- Staechelin, Peter (1931–2004), deutscher Maler
- Staechelin, Rudolf (1881–1946), Schweizer Unternehmer und Kunstsammler
- Staeck, Klaus (* 1938), deutscher Grafikdesigner, Karikaturist und JuristKlaus Staeck (* 1938)

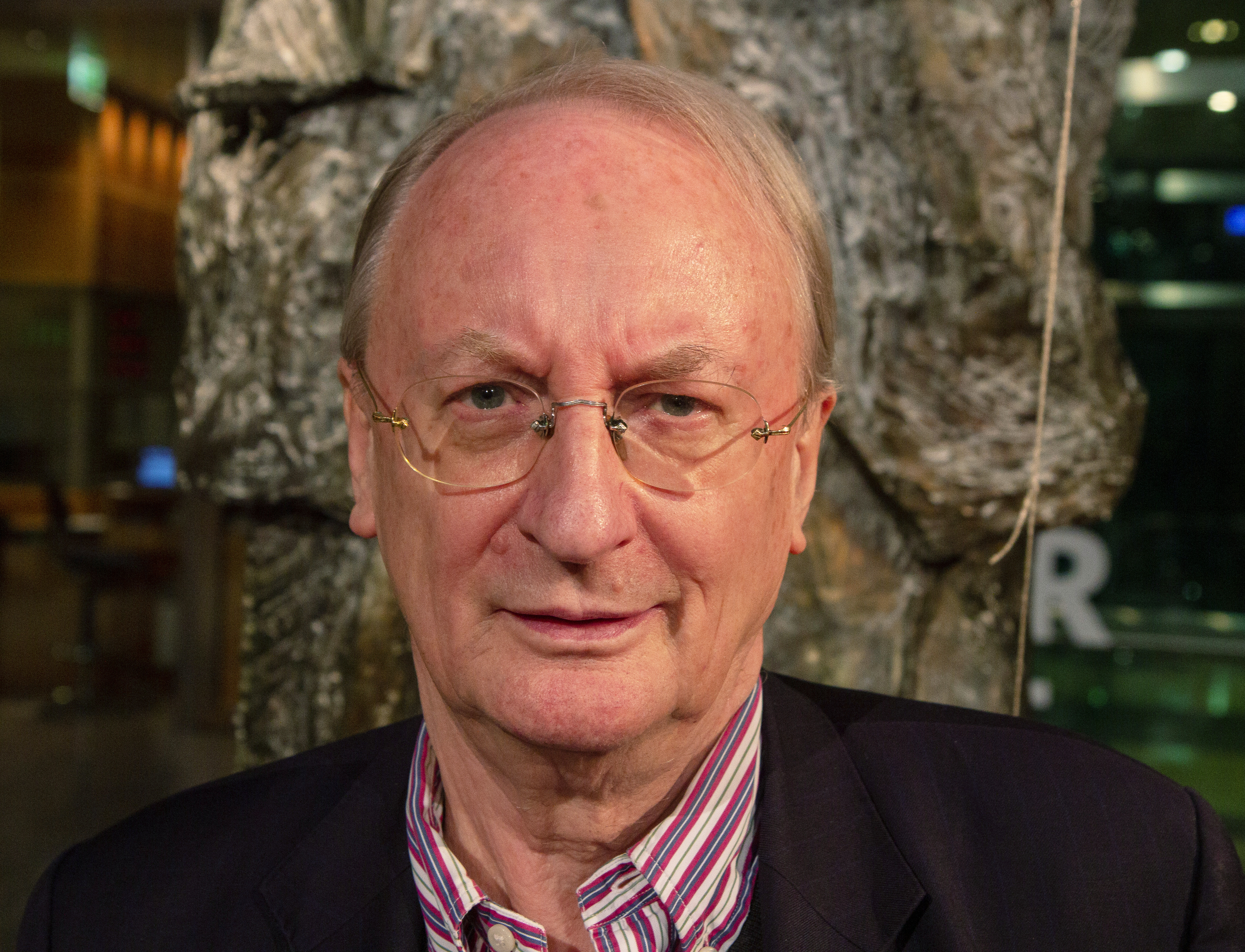
Klaus Staeck (* 1938)

- Staeck, Rolf (* 1943), deutscher Grafikdesigner und Mail-Art-Künstler
- Staecker, Harms (* 1936), deutscher Politiker (CDU)
- Staecker, Jörn (1961–2018), deutscher Mittelalterarchäologe

### Staed
- Staedel, Wilhelm (1843–1919), deutscher organischer Chemiker
- Staedel, Wilhelm (1890–1971), rumänischer Geistlicher
- Staedtler, Friedrich (1636–1688), deutscher Kaufmann und Bleistiftmacher
- Staedtler, Johann Sebastian (1800–1872), deutscher Unternehmer und Erfinder des Farbstiftes

### Staeg
- Staege, Roswitha (* 1950), deutsche Flötistin und Musikpädagogin
- Staegemann, Elisabeth von (1761–1835), deutsche Schriftstellerin, Malerin und Salonnière
- Staegemann, Eugen (1845–1899), deutscher Schauspieler, Regisseur und Intendant
- Staegemann, Friedrich August von (1763–1840), deutscher Politiker
- Staegemann, Gerd (1927–1995), deutscher Zahnmediziner, Volkskammerabgeordneter (NDPD)
- Staegemann, Helene (1877–1923), deutsche Sängerin (Sopran)
- Staegemann, Ida (1848–1905), deutsche Schauspielerin und Intendantin
- Staegemann, Max (1843–1905), deutscher Schauspieler, Opernsänger (Bariton) und Theaterintendant
- Staegemann, Pauline (1838–1909), deutsche Sozialistin und Gewerkschaftspionierin
- Staegemann, Waldemar (1879–1958), deutscher Schauspieler, Opernsänger (Bariton), Hörspielsprecher und Gesangslehrer
- Staeger, Ferdinand (1880–1976), deutscher Maler und Grafiker
- Staeger, Rudi (* 1947), österreichischer Jazz- und Rockmusiker und Musikproduzent

### Staeh
- Staehelin, Adrian (1931–2016), Schweizer Richter und Rechtswissenschaftler
- Staehelin, Andreas (1926–2002), Schweizer Historiker
- Staehelin, Daniel (* 1960), Schweizer Rechtswissenschaftler
- Staehelin, Ernst (1889–1980), Schweizer Kirchenhistoriker
- Staehelin, Felix (1873–1952), Schweizer Althistoriker
- Staehelin, Georg (1942–2023), Schweizer Grafikdesigner, Typograf und Plakatkünstler
- Staehelin, Hannes B. (* 1937), Schweizer Geriater
- Staehelin, Jenö (* 1940), Schweizer Jurist und Diplomat
- Staehelin, Johann Ernst (1861–1949), Schweizer evangelischer Pfarrer
- Staehelin, John E. (1891–1969), Schweizer Psychiater
- Staehelin, Marlise (1927–1991), Schweizer Textil- und Objektkünstlerin und Kunstlehrerin
- Staehelin, Martin (1937–2025), Schweizer Musikhistoriker
- Staehelin, Rudolf (1875–1943), Schweizer Arzt
- Staehely, Al (* 1945), US-amerikanischer Sänger und Songwriter
- Staehle Greene, Matthias Santiago (* 1975), deutsch-chilenischer Schriftsteller, Filmemacher und Pädagoge
- Staehle, Hildegard (1894–1945), deutsche christliche Widerstandskämpferin und VVN-Funktionärin
- Staehle, Hugo (1826–1848), deutscher Komponist der Romantik
- Staehle, Wilhelm (1877–1945), deutscher Abwehroffizier, Monarchist und Widerstandskämpfer
- Staehle, Wolfgang (* 1950), deutscher Künstler
- Staehle, Wolfgang H. (1938–1992), deutscher Hochschullehrer, Professor für Betriebswirtschaftslehre
- Staehler, Hans (1898–1969), deutscher Agrarwissenschaftler
- Staehler, Magnus, deutscher Kommunalpolitiker (CDU), Bürgermeister von Langenfeld
- Staehli, Julie-Anne (* 1993), kanadische Langstreckenläuferin
- Staehlin, Jacob von (1709–1785), deutscher Erzieher und Wissenschaftler
- Staehly, Diana (* 1977), deutsche Schauspielerin und Synchronsprecherin
- Staehr, Gerda von (* 1936), deutsche Erziehungswissenschaftlerin und Geschichtsdidaktikerin

### Stael
- Staël von Holstein, George Bogislaus (1685–1763), schwedischer Feldmarschall und Gouverneur
- Staël von Holstein, Jakob Axel († 1730), schwedischer Oberst und Berufsspieler
- Stael zu Sutthausen, Johann Caspar von (1724–1803), Domherr in Münster und Osnabrück
- Stael, Dietrich († 1450), Domherr im Bistum Münster
- Stael, Dietrich († 1496), Domherr im Bistum Münster
- Staël, Germaine de (1766–1817), französische SchriftstellerinGermaine de Staël (1766–1817)

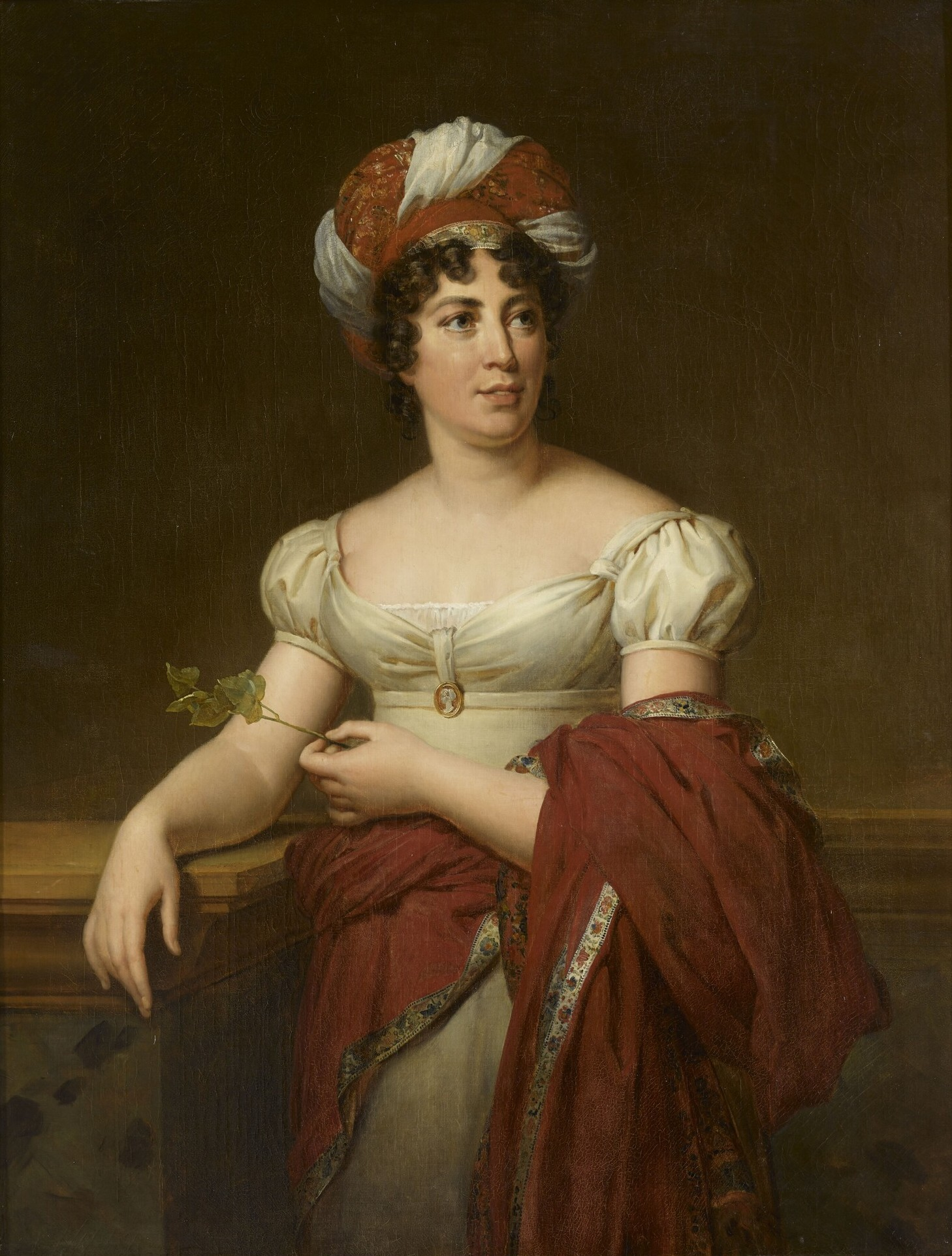
Germaine de Staël (1766–1817)

- Stael, Johann († 1498), Domherr im Bistum Münster
- Staël, Nicolas de (1914–1955), französischer Maler
- Stael, Wilbrand († 1510), Domherr im Bistum Münster und Leiter der Domschule
- Stael, Wilhelm († 1535), Domherr im Bistum Münster
- Staël-Holstein, Alexander von (1877–1937), estnischer Orientalist, Sinologe, Indologe
- Staelberg, Michaela (* 1995), deutsche Ruderin
- Staelens, Jean-Pierre (1945–1999), französischer Basketballspieler
- Staelens, Jean-Pierre (* 1955), belgischer Volleyball-Trainer
- Staelens, Kim (* 1982), niederländische Volleyballspielerin
- Staelens, Lorenzo (* 1964), belgischer Fußballnationalspieler und -trainer
- Staelin, Julius (1837–1889), deutscher Kaufmann, Fabrikant und Politiker, MdR

### Staem
- Staemmler, Hansjacob (* 1978), deutscher Pianist und Hochschullehrer
- Staemmler, Johannes (1860–1946), deutscher evangelischer Pfarrer in Posen
- Staemmler, Klaus (1921–1999), deutscher Autor und Übersetzer
- Staemmler, Martin (1890–1974), deutscher Pathologe und Hochschullehrer; Rektor in Breslau
- Staemmler, Volker (* 1940), deutscher Chemiker

### Staen
- Staenberg, Zach (* 1951), US-amerikanischer Filmeditor
- Staender, Dietmar (* 1940), deutscher Technologe, Mitglied der Volkskammer der DDR
- Staengel, Elisabeth (1882–1973), deutsche Unternehmerin
- Staengel, Ernst (1827–1915), deutscher Konditor und Firmengründer (Eszet)
- Staengle, Peter (* 1953), deutscher Germanist

### Staer
- Staerck, Elli, österreichische Eiskunstläuferin
- Staercke, Max (1880–1959), deutscher Zeitungsverleger und Politiker (Lippische Liberale Partei, DDP, DVP, FDP)
- Staerk, Franz (1859–1926), österreichischer Architekt
- Stærk, Helge Grande (* 1981), norwegischer Skeletonsportler
- Staerkle Drux, Maurizius (* 1988), Schweizer Dokumentarfilmer und Sound Designer
- Staerkle, Paul (1892–1977), Schweizer Archivar und Autor
- Stærmose, Birgitte (* 1963), dänische Filmregisseurin und Drehbuchautorin

### Staes
- Staes, Bart (* 1958), belgischer Politiker, MdEP

### Staew
- Staewen, Christoph (1926–2002), deutscher Arzt und Schriftsteller
- Staewen, Gertrud (1894–1987), deutsche evangelische Fürsorgerin